# Hunting Act 2004

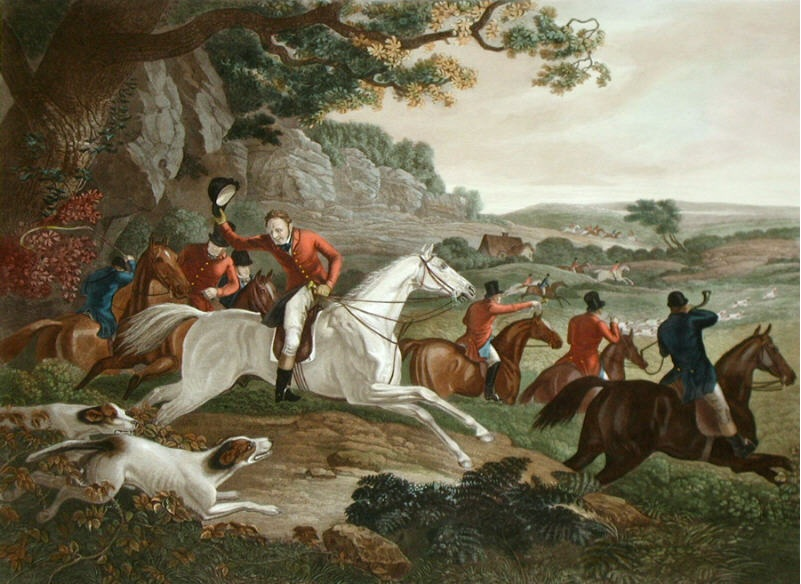
Mit dem Hunting Act 2004 wurde unter anderem die Fuchsjagd mit Hundemeuten vom britischen Parlament verboten.

Der Hunting Act 2004 ist ein 2004 vom britischen Parlament erlassenes Gesetz. Es untersagt die Jagd mit Hunden (Parforcejagd) auf lebende Füchse, Hasen, Rothirsche und Amerikanische Nerze in England und Wales. Das Gesetz trat am 18. Februar 2005 in Kraft. In Schottland war die Verfolgung von Füchsen mit Hundemeuten bereits zwei Jahre zuvor untersagt worden. Dagegen ist diese Form der Jagd in Nordirland erlaubt. Seit dem Verbot der traditionellen Fuchsjagd hat sich in Großbritannien die Zahl der Schleppjagdmeuten ungefähr verdoppelt.

## Debatte
Dem Verbot ging in Großbritannien eine heftige Debatte voraus. Innenminister Jack Straw beauftragte unter anderem eine Kommission, die sogenannte Burns Inquiry, die Details dieser Jagd- und Sportformen zu untersuchen. Die Kommission kam zum Ergebnis, dass Beutetiere wie etwa Hasen und Füchse in ihrem Wohlbefinden ernsthaft durch diese Jagdformen beeinträchtigt würden. Es wurde allerdings keine Empfehlung ausgesprochen, ob diese Jagdform weiterhin erlaubt bleiben oder ob sie eingestellt werden sollte. Nach der Verabschiedung kritisierten mehrere Zeitungen und andere Medien das Gesetz mit dem Argument, Tony Blairs Labour-Regierung habe hier Forderungen von Hinterbänklern der Labour Party nachgegeben, die Vorurteile gegenüber dem Jagdsport hegten. Tatsächlich hatten aber Parlamentsmitglieder aller Parteien dem Gesetzentwurf zugestimmt. Sie wiesen im Anschluss an die Verabschiedung des Gesetzes darauf hin, dass die Mehrheit der Bevölkerung ein solches Gesetz wünsche und dass Hetzjagden mit Hunden bei den Beutetieren unnötige Leiden verursachen.
Kritiker des Beschlusses wiesen hingegen darauf hin, dass beide Lesungen des Gesetzes im Unterhaus formwidrig in der gleichen Sitzung durchgeführt wurden. Die Ablehnung der Gesetzesvorlage durch das Oberhaus wurde durch ein Veto der Regierung aufgehoben. Dieses Verfahren ist rechtlich umstritten und kam in jüngerer Zeit sonst nur bei Gesetzen zur Terrorismusbekämpfung zur Anwendung. Außerdem wurde kritisiert, dass andere Jagdmethoden wie das Erschießen oder Vergiften von Wildtieren weiterhin erlaubt bleiben. Diese seien oft wesentlich grausamer als die Tötung eines Beutetieres durch ein Raubtier, die in der Natur einen alltäglichen Vorgang darstelle. Das Tierschutzargument diene daher vor allem dazu, um Vorurteile gegen das ländliche Establishment zu bedienen.
Anhänger von Hetzjagden taten mehrfach kund, dass sie auch zukünftig diese Form der Jagd praktizieren werden. Sie sehen sich durch das Gesetz in ihrer Freiheit beschränkt und haben vor verschiedenen Gerichtshöfen Klage gegen dieses Gesetz erhoben. Die Countryside Alliance wies mehrfach auf die schwierige Umsetzbarkeit des Gesetzes hin, während die gegen Hetzjagden kämpfende League Against Cruel Sports das Gesetz für eindeutig und klar befindet. Nach Ansicht der Countryside Alliance sei es laut diesem Gesetz verboten, eine Maus mit einem Hund zu jagen, während es bei einer Ratte erlaubt sei. Ebenso könne ein Kaninchen mit einem Hund gejagt werden, aber nicht ein Hase. Einem Jäger sei es erlaubt, sich durch zwei Hunde einen Fuchs zutreiben zu lassen. Benutze man hingegen drei Hunde, sei dies nach dem Hunting Act 2004 untersagt. Dagegen dürfe so viel Flugwild mit Hunden aufgescheucht werden, wie der Jäger wünsche.

## Erlaubte Jagdformen mit Hunden nach dem Hunting Act 2004
Der Hunting Act 2004 untersagt alle Jagdformen, die nach Ansicht des Parlamentes unnötige grausame Sportausübung sind. Dagegen sind solche Jagdausübungen erlaubt, die zur Schädlingskontrolle notwendig sind. Das Parlament vertritt dabei die Ansicht, dass dort, wo Ratten und Kaninchen Schädlinge sind, die Jagd auf sie auch mit Hunden erlaubt ist. Die Parlamentarier konnten sich nicht der Meinung anschließen, dass zu einer Jagd auf Mäuse Hunde eingesetzt werden müssen und vertrat bei der Abstimmung die Ansicht, dass insbesondere die Hasenhetze eine grausame Form der Jagdausübung sei. Deshalb wurden diese Formen der Hetzjagd nicht vom Verbot ausgenommen. Die zwei Ausnahmen für Ratten und Kaninchen erlauben jedoch keine traditionellen Hetzjagden. Kaninchen halten sich grundsätzlich in der Nähe ihrer Baue auf und suchen diese auf, sobald sie Hunde in der Nähe bemerken. Sie bieten daher nicht die Hetzjagd, die von den Jägern gewünscht wird.